# Volvo B12BLE
Volvo B12BLE är ett busschassi med bakmotor och lågentré som tillverkades av Volvo mellan 2001 och 2011, det ersatte Volvo B10BLE-chassit och har en 12-litersmotor monterad på liknande sätt, liggande under golvet bak men den här gången med topplocken riktade åt höger istället för åt vänster och med kylaren på vänster sida, bakom bakaxeln. Det fanns i Sverige tillgängligt med Volvo 8500 och 8700-karosser både för stadsbruk och landsvägsbruk, med två eller tre axlar och framförallt med dieseldrift. Ett exemplar byggdes dock på prov med gasdrift. Utanför Sverige fanns det även tillgängligt som lågentréledbuss, bland annat med Volvo 8700-kaross. Volvo B12BLE ersattes år 2011 av Volvo B9RLE, med stående motor bak, då Volvo slutade att tillverka liggande motorer på grund av dålig lönsamhet.

## Volvo B12BLEA

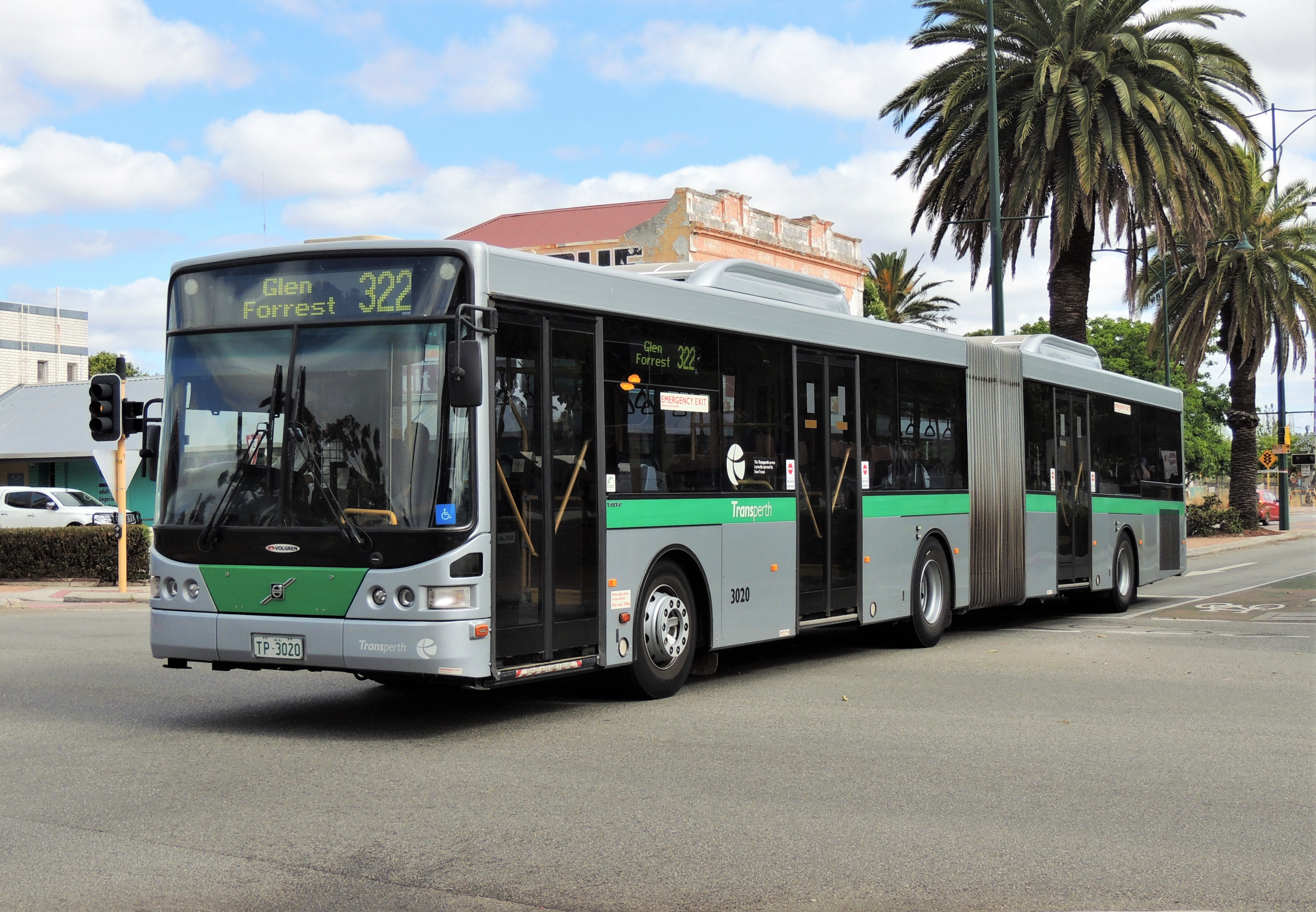
Volvo B12BLEA

Volvo B12BLEA är ledbussversionen av Volvo B12BLE och tillverkades mellan 2005 och 2011.
Det har samma ledkonstruktion som Volvo B7LA och B10LA men samma förarplats och bakdel som Volvo B12BLE, det har därmed lågt golv hela vägen bak till bakom dörren/dörrparet direkt bakom leden. Det såldes aldrig i Sverige, men däremot ute i Europa på olika marknader samt i Australien, dels med Volvos (Carrus) egna 8700-kaross på den europeiska marknaden och dels med andra karosser både där och på den australiensiska marknaden.